# Trg hrvatskih velikana (Zagreb)
Trg hrvatskih velikana je jedan od središnjih trgova u Zagrebu. Urbanistički je oblikovan regulacijskim planom iz 1923., kao ulaz u tada novi istočni dio grada. Zapadnom stranom trga prolazi Draškovićeva ulica, sa sjeverne strane prema istoku počinje Martićeva, a sredinom trga prolazi promet i tramvajska pruga u Račkoga ulicu prema Trgu žrtava fašizma.

## Imena
Trg je 1928. nazvan Trgom Burze, od 1941. do 1945. zvao se Trg münchenskih žrtava, od 1946. Trg Jože Vlahovića, od 1990. ponovno Trg Burze, a 2001. dobio je današnje ime.

## Opis
Do kraja Prvog svjetskog rata taj prostor nije bio izgrađen, a na njemu se nalazilo sajmište. Trg je oblikovan dvjema simetrično postavljenim monumentalnim zgradama, izgrađenim 1927., palačom Burze, djelom arhitekta Viktora Kovačića (danas Hrvatska narodna banka) i zgradom u kojoj se danas nalazi Ministarstvo znanosti, obrazovanja i sporta, djelom arhitekta Aladara Baranyaija.
Zapadnu stranu trga čine četverokatne kuće u nizu Draškovićeve ulice. Na uglu Jurišićeve ulice je stambeno-poslovn-trgovačka modernistička zgrada arhitekta Bele Auera iz 1929., a do nje je zgrada arhitekta Pavla Deutscha iz 1931. godine. Na sjevernoj strani trga, na uglu Draškovićeve je poslovno-stambena zgrada Janeković arhitekta Huge Ehrlicha iz 1928. Dalje slijedi niz zgrada koje se nastavljaju u Martićevu ulicu.
Trg je 1995. uređen s dvjema velikim trokutastim fontanama (arhitekt Mihajlo Kranjc) ispred zgrada Hrvatske narodne banke i Ministarstva znanosti, obrazovanja i sporta.